# Брайхер
Брайхер — псевдоним английской писательницы-романистки Энни Уинифред Эллерман (2 сентября 1894 — 28 января 1983).

## Биография
Брайхер родилась в 1894 году в Маргейте. Она была внебрачной дочерью судовладельца и финансиста Джона Эллермана, одного из самых богатых людей Великобритании того времени.
Ребёнком она много путешествовала по Франции, Италии и Египту. Когда ей исполнилось четырнадцать лет, её родители поженились. В одном из путешествий она побывала на островах Силли, расположенных на юго-западе от Англии и позаимствовала свой псевдоним от названия полюбившегося ей острова Брайхер.
Будучи взрослой, она часто бывала за границей и снискала расположение многих знаменитостей своего времени, включая Хэвлока Эллиса, Зигмунда Фрейда, Нормана Дугласа, Джеймса Джойса, Андре Жида, Гертруды Стайн, Сильвии Бич, Беренис Эббот, Эрнеста Хемингуэя и др. В поездках, которые она совершила между двумя мировыми войнами (1918), постоянной спутницей Брайхер была американская поэтесса Хильда Дулитл, основательница имажизма, называвшая себя H.D. по первым буквам своего имени. Брайхер и H.D. были любовницами.
H.D. была замужем за английским поэтом и писателем Ричардом Олдингтоном, написавшим, в частности, сборник стихов о двух любовницах-лесбиянках под названием «Любовь Миррины и Коналлис». H.D. хотела бросить своего мужа. Брайхер вышла в 1921 году замуж за американского писателя-гея Роберта МакЭлмона. Их союз был браком по расчету. Брайхер хотела получить свободу от своей семьи, а МакЭлмон нуждался в деньгах, которыми могла его обеспечить богатая Брайхер. Но и этот брак, несмотря на своё кажущееся удобство, окончился разводом в 1927.
В этом же году Брайхер выходит замуж во второй раз, на этот раз за Кеннета МакФерсона, написавшего роман о мужской гомосексуальности. Вместе со своим новым мужем Брайхер основала «Close Up» («Ближе») — пожалуй, лучший на то время журнал об искусстве немого кино. В это же время Брайхер и H.D. поселились в доме в Швейцарии, где H.D. продолжает писать стихи, а Брайхер — исторические романы. В 1947 году она покидает своего мужа.
Во время Второй мировой войны Брайхер и подруга Гертруды Стайн Алиса Токлас помогали еврейским беженцам скрыться от нацистов.
Умерла в Веве.

## Творчество
Одной из самых значительных работ Брайхер является книга «Проблемы кинематографа в Советской России» (1929). Еще одной её заслугой является то, что она помогла Сергею Эйзенштейну завоевать симпатии английской публики. После Второй мировой войны Брайхер опубликовала многие исторические романы, а также автобиографию «The Heart to Artemis» (1963).

## Избранные произведения
- Region of Lutany (1914) — поэмы
- Development (1920)
- Two Selves (1923)
- West (1925)
- Film Problems of Soviet Russia (1929)
- Beowulf (1948)
- The Fourteenth of October (1954)
- Roman Wall (1955)
- The Player’s Boy (1957)
- Gate to the Sea (1959)
- The Heart to Artemis: a Writer’s Memoirs (1963) — воспоминания
- The Coin of Carthage (1964)
- Visa for Avalon (1965)
- The Days of Mars: a Memoir, 1940—1946 (1972) — воспоминания